# Диметилфосфит
Диметилфосфит — диметиловый эфир фосфористой кислоты, бесцветная жидкость, из-за присутствия примесей обладающая обычно неприятным запахом и существующая в виде двух таутомеров (равновесие сдвинуто влево): (СН3О)2Р(О)Н ↔ (СН3О)2РОН. Хорошо растворим в органических растворителях и воде. При хранении медленно разлагается.
В спектре ЯМР 31Р химический сдвиг относительно 85%-ной Н3РО4 составляет 11 ppm, константа спин-спинового взаимодействия ядер Р и Н — 695 Герц; полоса поглощения в ИК спектре для связи Р—Н — 2427 см−1.
Диметилфосфит получают взаимодействием РСl3 с СН3ОН (выход 90 %) или барботированием О2 через смесь фосфора с СН3ОН (выход 75 %). Применяют его для синтеза инсектицидов, например, хлорофоса и дихлофоса.
Внесён в Часть Б Списка 3 Конвенции о Запрещении Химического Оружия, так как может служить прекурсором для синтеза боевых фосфорорганических веществ.